# 五位塚町
五位塚町（ごいづかちょう）は愛知県瀬戸市古瀬戸連区の町名。丁番を持たない単独町名である。

## 地理
- 瀬戸市の中央部に位置する[8]。西を西古瀬戸町・紺屋田町、北を品野町、東を窯町、南を馬ケ城町・東古瀬戸町と隣接している[8]。
- 宅地開発が進み、新興住宅地として発展してきた[8]。

### 河川
- 紺屋田川（瀬戸川支流） ： 町の西端部、紺屋田町との境界付近を南流している。
- 五位塚洞川（紺屋田川支流） ： 町の西部を西流し、紺屋田川に注ぎ込んでいる。

- 五位塚洞川（五位塚町内）

### 学区
市立小・中学校に通う場合、学区は以下の通りとなる。また、公立高等学校普通科に通う場合の学区は以下の通りとなる。
| 番・番地等 | 小学校                 | 中学校                 | 高等学校 |
| ---------- | ---------------------- | ---------------------- | -------- |
| 全域       | 瀬戸市立にじの丘小学校 | 瀬戸市立にじの丘中学校 | 尾張学区 |

## 歴史

### 町名の由来
陶祖春慶の墓があったことによるとされる。

### 沿革
- 1942年（昭和17年）1月9日 - 瀬戸市大字瀬戸字紺屋田の一部により、同市五位塚町として成立[2]。

## 世帯数と人口
2025年（令和7年）2月1日現在の世帯数と人口は以下の通りである。
| 町丁     | 世帯数  | 人口  |
| -------- | ------- | ----- |
| 五位塚町 | 453世帯 | 920人 |

### 人口の変遷
国勢調査による人口の推移
| 1995年（平成7年）  | 1440人 | [ 12 ] |  |
| 2000年（平成12年） | 1334人 | [ 13 ] |  |
| 2005年（平成17年） | 1206人 | [ 14 ] |  |
| 2010年（平成22年） | 1061人 | [ 15 ] |  |
| 2015年（平成27年） | 978人  | [ 16 ] |  |
| 2020年（令和2年）  | 924人  | [ 17 ] |  |

### 世帯数の変遷
国勢調査による世帯数の推移。
| 1995年（平成7年）  | 429世帯 | [ 12 ] |  |
| 2000年（平成12年） | 438世帯 | [ 13 ] |  |
| 2005年（平成17年） | 428世帯 | [ 14 ] |  |
| 2010年（平成22年） | 408世帯 | [ 15 ] |  |
| 2015年（平成27年） | 388世帯 | [ 16 ] |  |
| 2020年（令和2年）  | 402世帯 | [ 17 ] |  |

## 交通

### 鉄道
町内に鉄道は走っていない。最寄り駅は、名鉄瀬戸線尾張瀬戸駅になる。

### バス
名鉄バス「しなの線（瀬戸北線）」
- 【1】【1H】【2】【2H】【3】【4】瀬戸駅前 - 古瀬戸 - しなのバスセンター - 上品野 系統 ： 伍位塚バス停（品野方面乗り場）・五位塚団地バス停

- 伍位塚バス停
- 五位塚団地バス停

### 道路
国道248号・国道363号（重複区間） ：  町の西部を南北に走っている。
- 国道248号・363号標識（五位塚町内）

## 施設
- 東京大学大学院農学生命科学研究科附属演習林生態水文学研究所[8] ： 森と水と人をテーマにした教育研究に取り組んでいる施設[18]。
- イトウホール品野口 ： 伊藤葬具の斎場。1日1件の貸し切りタイプのセレモニーホール[19]。
- 中日新聞品野専売所 加藤新聞店 ： 中日新聞のほかに、毎日新聞・日本経済新聞も取り扱っている。
- 五位塚東公園 ： 五位塚団地の北東部にある公園。ブランコ・すべり台・砂場がある。隣に五位塚町第一集会所がある。
- 五位塚西公園 ： 五位塚団地の北西部にある公園。ブランコ・鉄棒・すべり台・砂場・回転ジャングルジムがある。
- 五位塚北公園 ： 五位塚団地の北部にある公園。散策路がある。遊具はない。
- 五位塚町Iちびっこ広場 ： 五位塚団地の南部にある公園。ブランコ・鉄棒・すべり台・砂場・リングトンネル・登り棒がある。
- 五位塚町IIちびっこ広場 ： 五位塚団地の南東部にある公園。ブランコ・鉄棒・すべり台・シーソーがある。
- 五位塚町IIIちびっこ広場 ： 五位塚団地の西部にある公園。ブランコ・鉄棒・すべり台・ジャングルジム・雲梯がある。
- 五位塚町IVちびっこ広場 ： 五位塚団地の南西部にある公園。ブランコ・すべり台・タイコ橋がある。
- 五位塚町Vちびっこ広場 ： 五位塚団地の中央部にある公園。すべり台・鉄棒がある。隣に五位塚町第二集会所がある。

- 東京大学大学院農学生命科学研究科附属演習林生態水文学研究所
- イトウホール品野口
- 中日新聞品野専売所 加藤新聞店
- 五位塚東公園
- 五位塚町第一集会所
- 五位塚西公園
- 五位塚北公園
- 五位塚町Iちびっこ広場
- 五位塚町IIちびっこ広場
- 五位塚町IIIちびっこ広場
- 五位塚町IVちびっこ広場
- 五位塚町Vちびっこ広場
- 五位塚町第二集会所

## その他

### 日本郵便
- 郵便番号 : 489-0031[6]（集配局：瀬戸郵便局[20]）。